# Banco Bradesco
Banco Bradesco — бразильская банковская компания, третья по величине в Бразилии. Предоставляет банковские и страховые услуги. Входит в сотню крупнейших банков мира.

## История
Банк был основан 10 марта 1943 года в городе Марилия, штат Сан-Паулу Амадором Агияром под названием Banco Brasileiro de Descontos S.A., в 1988 году был переименован в Bradesco. Первоначально ориентировался на мелких землевладельцев, торговцев и госслужащих. В 1951 году, всего через восемь лет со дня образования, Banco Bradesco становится крупнейшим частным банком в Бразилии. В 1953 году была построена новая штаб-квартира в Озаску.
В 1957 был куплен Banco Nacional Imobiliário — BNI, а в 1967 году — Banco Porto-Alegrense. За 1970-е годы было куплено ещё 17 банков в разных частях страны. В 1968 году банк начал выпуск первых в Бразилии кредитных карт. В 1995 году Visa International совместно с Banco Bradesco, Banco Real, Banco do Brasil и Banco Nacional, решили создать кредитную карту на основе карт VISA. Рождается CBMP (Бразильские Средства Платежа) или Cielo, в настоящее время компания — лидер на рынке электронных средств платежей.

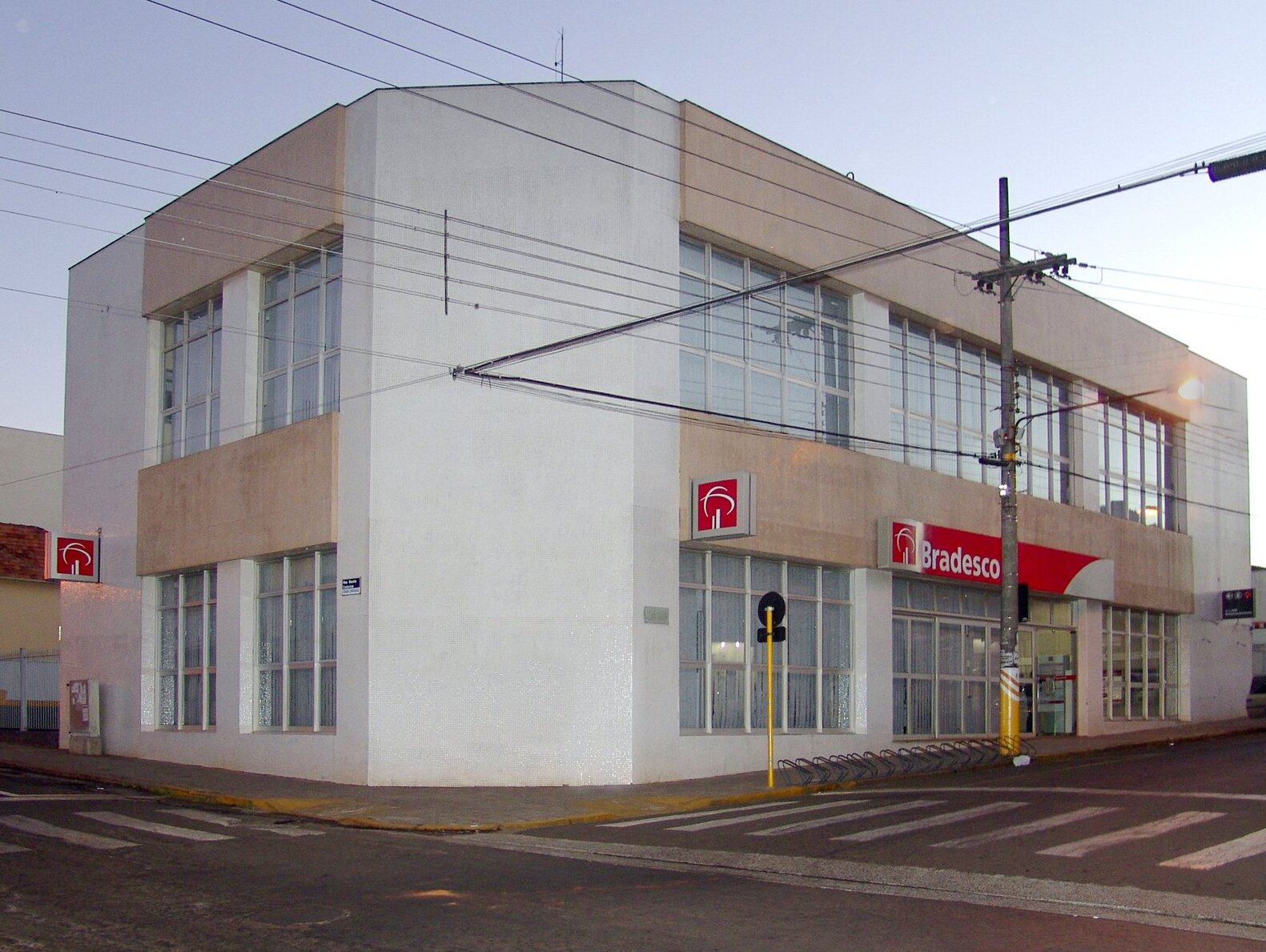
Офис в Аваре

В ноябре 1997 года было объявлено о начале приобретения Banco de Crédito Nacional — BCN (присутствует на бразильском рынке с 1929 года). В том же году был запущен новый логотип, используемый и по сей день.
В результате приватизации были приобретены Credireal (за R$112 млн), Baneb, Banco Boavista (за R$260 млн) в 1998 году, и BEA, Banco do Estado do Amazonas, (за R$183 млн) в 2000 году. Покупка BEA увеличила присутствие Bradesco в штате Амазонас с 12,5 % до 40 %. В 2001 году Banco Bradesco приобрёл Banco Continental.
В феврале 2002 года Banco Bradesco поглотил Banco Cidade, основанный в 1965 году. Было добавлено более 50 тысяч клиентов, 24 отделения в Бразилии, R$ 2,1 млрд в активах R$ 500 млн в депозитах, R$ 740 млн под управлением инвестиционных фондов. В марте 2002 года после долгих переговоров Banco Bradesco приобрёл за R$ 1,36 млрд компанию Finasa, основанную в 1938 году.
В 2002 году также была приобретена Deutsche Bank Investimentos, компания по управлению активами в Бразилии Deutsche Bank. Её портфолио в R$ 2,16 млрд было включено в состав BRAM (Banco Bradesco Asset Management), активы под управлением которой достигли R$ 51 млрд. В результате соглашения с Ford Credit Banco BCN стал контролировать Ford-Leasing S.A.
В январе 2003 года Banco Bradesco приобрела операции BBVA no Brasil, принадлежащих испанской компании Banco Bilbao Vizcaya Argentaria, за R$ 2,6 млрд.
В начале ноября 2003 года, Banco Bradesco через Banco Finasa S.A. приобрели акционерный капитал Grupo Zogbi, стоимостью R$ 650 млн. Были добавлены: активы R$ 833 млн; кредитные операции R$ 520 млн; собственный капитал R$ 335 млн; около 1,5 млн активных клиентов и 4 млн зарегистрированных клиентов; более 1,2 миллиона карт; 67 собственных магазинов потребительского кредитования.

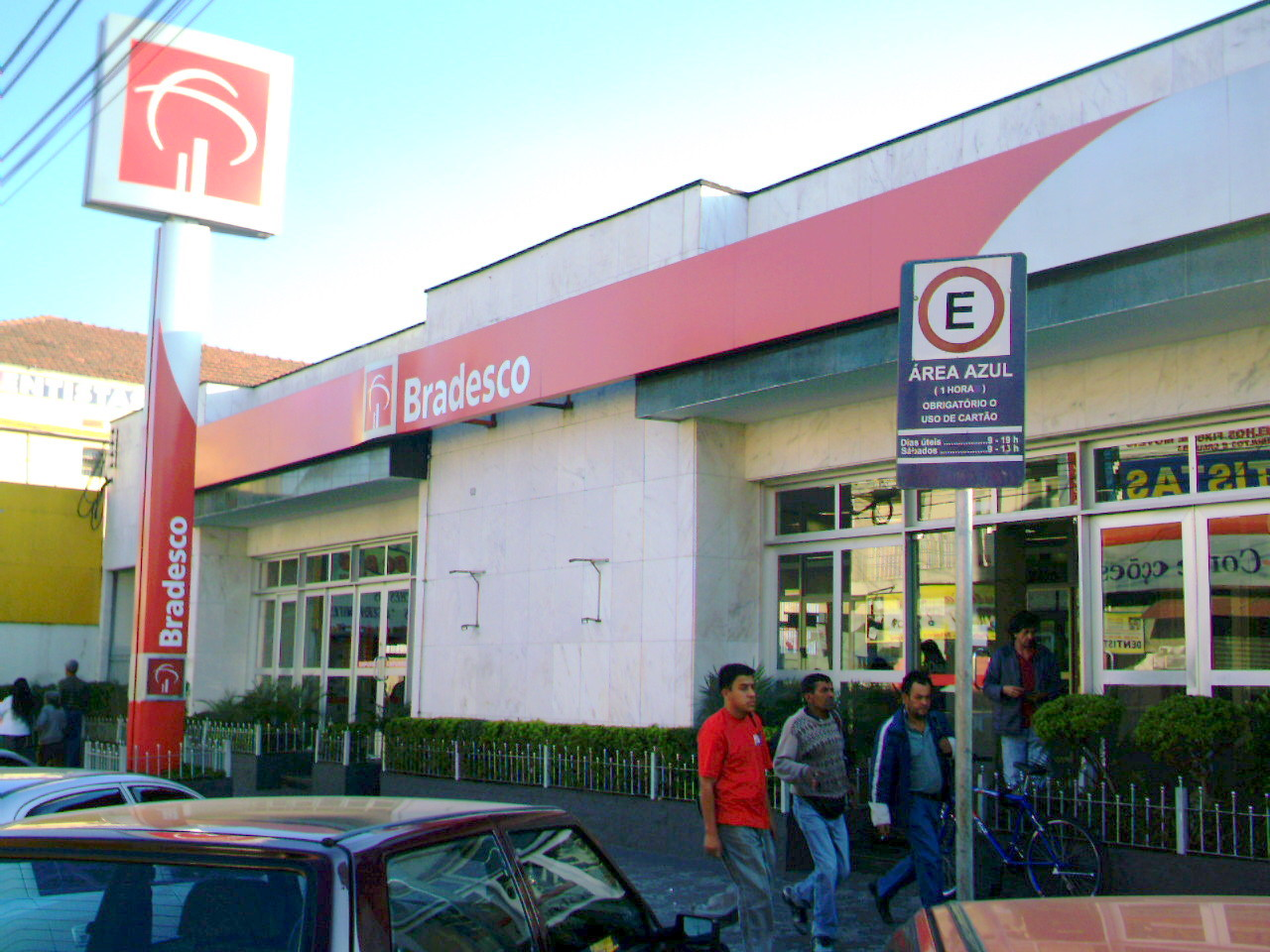
Агентство в Пуа.

В феврале 2004 года была возобновлена практика приобретения госбанков, у União Federal был приобретён контрольный пакет акций Banco do Estado do Maranhão S.A. — BEM, включая её дочерние структуры: BEM Distribuidora de Títulos e Valores Mobiliários Ltda., BEM Vigilância e Transportes de Valores S.A., BEM Serviços Gerais Ltda.
В конце первого полугодия 2004 года прошло приобретение бразильского филиала JP Morgan, Banco Bradesco получили порядка R$ 7 млрд активов под управлением.
В ноябре 2004 года было достигнуто партнёрское соглашение между Bradesco и розничной сетью магазинов Casas Bahia. В соответствии с соглашением, банк брал на себя финансирование, по крайней мере, R$ 100 млн продаж в месяц. На втором этапе, начиная с 2005 года, Bradesco стала продавать финансовые продукты клиентам Casas Bahia: кредитные карты, страховки, Bradesco устанавливала свои киоски в торговых точках.
В ноябре 2004 было объявлено о партнёрстве с банком United Financial of Japan — UFJ, одним из четырёх крупнейших финансовых институтов Японии. Были объединены 4500 банкоматов и 400 приборов типа ACM, в которых клиент может взаимодействовать через видео-монитор в режиме реального времени.

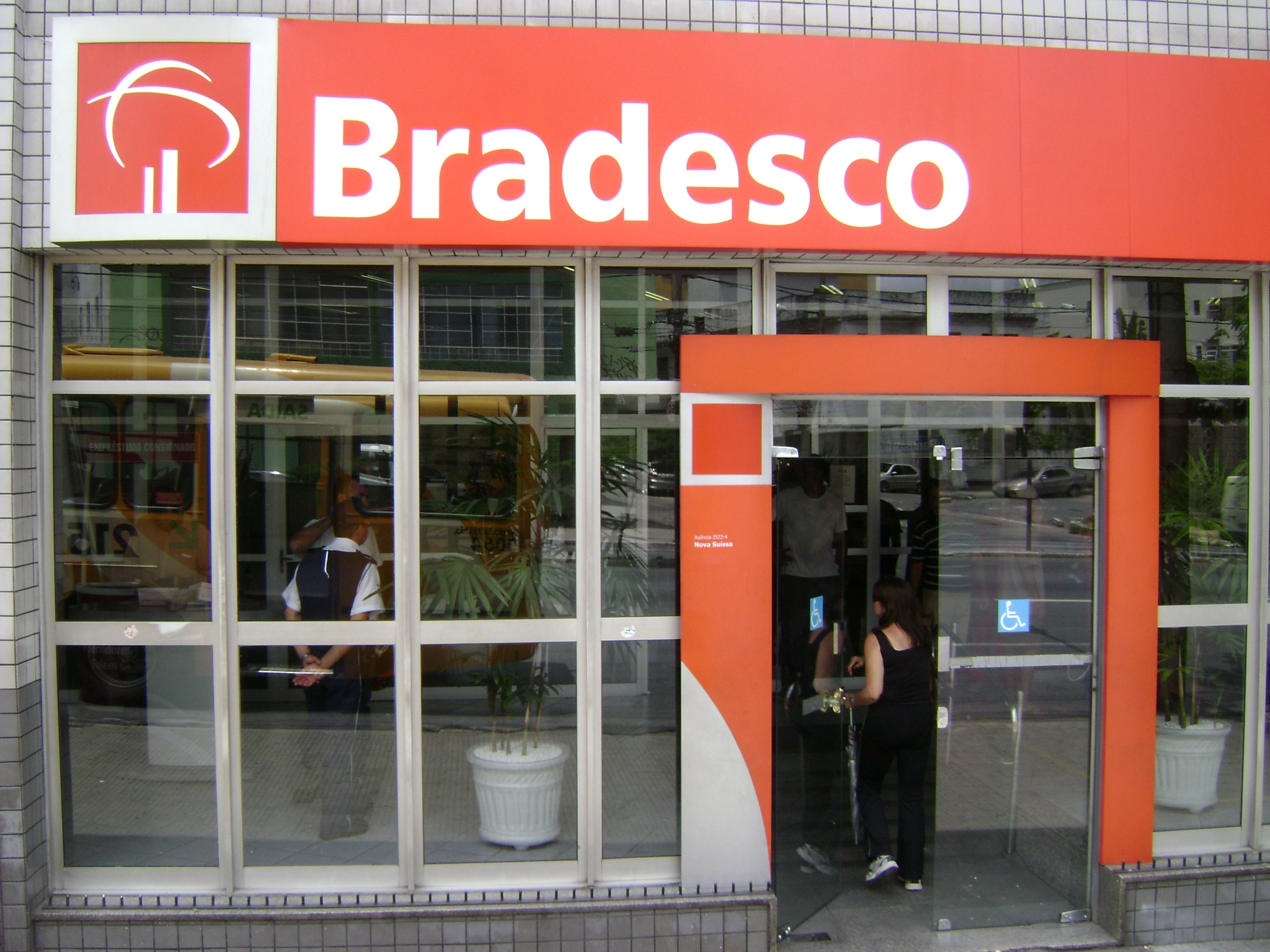
Агентство в Белу-Оризонти.

В апреле 2005 года, Bradesco приобрели Banco Morada за R$ 80 млн.
В декабре 2005 Bradesco приобрёл на аукционе BEC (Banco do Estado do Ceará), по цене R$ 700 млн, что было дороже на 28,98 % минимальной цены, установленной на уровне R$ 542,7 миллиона. Это приобретение принесло 70 отделений в штате Сеара — это 20 % банковских учреждений, имеющихся в штате, это более чем в два раза больше, чем у Bradesco было, более 278 тысяч счетов и 866 сотрудников.
В марте 2006 года, Bradesco заплатил US$ 490 млн за операции кредитных карт American Express в Бразилии. Сделка включала исключительное право для Bradesco в течение десяти лет выдавать кредитные линии ultraespecífica Centurion в Бразилии, которые включают в себя традиционные карты, Green, Gold и Platinum, которые имеют логотип American Express Centurion.
4 июня 2009 года, Bradesco закрыл сделку по покупке Banco Ibi за R$ 1,4 млрд.
20 мая 2011 года Правительство Штата Рио-де-Жанейро сообщило, что Bradesco приобретает Banco do Estado do Rio de Janeiro (BERJ) за R$ 1,8 млрд и будет работать в течение трех лет, с 2012 года, с зарплатными серверами органов Государственной власти. Bradesco получила налоговый кредит в R$ 3 млрд.
28 июля 2014 года, Bradesco сообщили о начале стратегического партнерства с IBM Brasil — Indústria Máquinas e Serviços Limitada (IBM). В соответствии с условиями партнерства было решено, что деятельность по техническому обслуживанию и поддержке аппаратного и программного обеспечения, которым до этого занималась дочерняя структура Bradesco, называемая Scopus Technology, должна быть передана компании IBM.
В августе 2015 года, было достигнуто соглашение между Bradesco и HSBC Holdind о покупке HSBC no Brasil за R$ 17,6 млрд. HSBC в Бразилии сохранил только работу с корпоративными клиентами.

## Деятельность
Сеть Bradesco включает 3049 отделений и 54,5 тысяч банкоматов обслуживается 70,2 млн клиентов.
Основные подразделения:
- банкинг — банковские услуги корпоративным и розничным клиентам; розничные услуги в основном предоставляются под брендом Bradesco Varejo; крупных частных клиениов обслуживает Bradesco Private Bank с отделениями в Бразилии, а также Нью-Йорке, Майами, Лондоне, Люксембурге и Островах Кайман; выручка 74 млрд реалов, активы 1,44 трлн реалов
- пенсионное страхование и другие виды страхования — дочерняя страховая группа Grupo Bradesco Seguros является крупнейшим страховщиком Бразилии, занимая около четверти рынка; включает страховпние жизни и от несчастных случаев (31,9 млн полисов), медицинское страхование (3,6 млн групповых и индивидуальных полисов), автострахование и страхование имущества (1,1 млн полисов), пенсионные планы (2,9 млн полисов); выручка 12 млрд реалов, активы 339 млрд реалов[12].

Bradesco крупнейший частный работодатель в Бразилии; крупнейший работодатель для женщин Бразилии.
Бренд Bradesco был назван самым ценным брендом в Бразилии компанией Brand Analytics.
Bradesco обладает крупнейшей частной сетью банкоматов в Бразилии.